# Мјуриел Рукејзер
Мјуриел Рукејзер (15. децембра 1913 - 12. фебруара 1980)  је била  америчка песникиња и политичка активисткиња, најпознатија по песмама о једнакости, феминизму, социјалној правди и јудаизму. Кенет Рексрот је рекао да је она била највећи песник своје „тачне генерације“.
Један од њених најмоћнијих дела била је група песама под називом Књига мртвих (1938), која документује детаље инцидента Јастребово гнездо, индустријске катастрофе у којој је стотине рудара умрло од силикозе .
Њена песма "Бити Јеврејин у двадесетом веку" (1944), на тему јудаизма као поклону, усвојена је од стране америчке реформе и реконструкционистичког покрета за  њихов молитвеник, нешто  за шта је Рукејсер рекла  да је "запрепастило" јер је остала удаљена од јудаизма током свог раног живота.

## Младост
Мјуриел Рукејзер је рођена  15. децембра 1913. у породици Лоренса и Мире Лаонс Рукејсер. Похађала је школу етичке културе Фиелдстон, приватну школу у Бронксу, затим Васар Колеџ у Поугхкеепсие. Од 1930. до 32. године похађала је Универзитет Колумбија .
Њена књижевна каријера започела је 1935. године, када је америчку песничку уметност Стефен Винсент Бенет за објављивање у  Јејл  серији Млади песници изабрао њену књигу поезије Теорија лета, засновану на лекцијама које је похађала.

## Активизам и писање
Рукејзер је била активна у прогресивној политици током свог живота. У 21. години је  покривала  случај Скотсборо у Алабами, а затим је радила за Међународну одбрану рада, која је водила жалбе оптужених. Писала је за Дејли Воркер и разне публикације, укључујући Одлуку и Живот и писма данас, за које је покривала Народну олимпијаду (Олимпиада Популар, Барселона), алтернативу каталонске владе нацистичким Олимпијским играма у Берлину 1936. године . Док је била у Шпанији, избио је шпански грађански рат, основа њене књиге Медитеран . Најпознатији, она је отпутовала у Гаулеи Бриџ, Вест Виргиниа, да се испита проблем силикозе међу рударима тамо, што је довело до њеног поеме низу Књига мртвих. Током и после Другог светског рата одржала је низ упечатљивих јавних предавања, објављених у њеном Животу поезије ( овде наведени одломци Архивирано на веб-сајту  (6. јул 2008)). Већи део свог живота предавала је универзитетске часове и водила радионице, али никада није постала академик у каријери.
1996. године Парис Прес је поново издао „Живот поезије“, који је објављен 1949. године, али је пропао из штампе. У белешци издавача, Јан Фриман назвао ју је књигом која се „сврстава међу најважнија дела књижевности двадесетог века“. У њему Рјукејзер износи случај да је поезија од суштинског значаја за демократију, од суштинског значаја за људски живот и разумевање.
Шездесетих и седамдесетих година, када је Рукајзер председавала америчким центром ПЕН -а, њен феминизам и противљење Вијетнамском рату привукли су нову генерацију у њену поезију. Наслов песме њене последње књиге, Врата, заснован је на њеном неуспелом покушају посете корејској песникињи Ким Чи-Ха у затвору у Јужној Кореји . 1968. године потписала је обавезу „Порезни протест против писаца и уредника “, обећавајући да ће одбити плаћања пореза у знак протеста против Вијетнамског рата.
Поред своје поезије, написала је измишљене мемоаре, Оргија, драме и сценарије, и преведена дела Октавиа Паза и Гунара Екелофа. Такође је написала биографије Џосаја Виларда Гибса, Вендел Вилкие и Томас Хариот. Андреа Дворкин је радила као њена секретарка почетком 1970-их. Такође седамдесетих година била је чланица Саветодавног одбора Вестбет Плејрајтс Феминист Колектив, позоришне групе са седиштем у Њујорку која је писала и производила представе о феминистичким питањима.
Рјукајзер је умрла у Њујорку 12. фебруара 1980. године од можданог удара, ћему је допринео дијабетес. Имала је 66 година.

## У другим медијима
У телевизијској емисији Супернатурал, анђео Метатрон цитира одломак Рукејзерине песме „Брзина таме“: „Свемир је направљен од прича, а не од атома“.
Роман Жанете Винтерсон Гут Симетриес (1997) цитира  песму "Краљева планина".
Превод песме Октавиа Паза адаптирао је Ерик Вајтекр за своју хорску композицију „ Водена ноћ “. Џон Адамс је један од њених текстова поставио у својој опери Доктор Атомиц, а Либи Ларсен песму „Поглед једно у друго“ у свом хорском делу Љубавне песме .
Писац Мариан Еванс и композитор Крис Вајт сарађују на представи о  Мјуриел Рукајзер-у, Грло ових сати, насловљеној по ретку у Рукајзер-овој Брзини таме .
Такође је служила као главни сценариста за филм Режијом Лее Р. Бобкер- а На путу кући - 1957, приче о белој породици која је своју кућу управо ставила на тржиште и ускоро је приказује заинтересованој црначкој породици; комшије почињу да оговарају и ускоро бела породица постаје мета узнемиравања и претњи дрских становника заједнице, који не желе породицу црнаца у суседству.
Њену секвенцу од 5 песама „Кејт Колвиц“ (Брзина таме, 1968, Случајна кућа)  поставио је Том Мирон у својој композицији „Кејт Колвиц за сопран и гудачки квартет“, „написаној као одговор на провизију виолисте. Џулија Адамс за дело којим се прославља 30. годишњица Портланд гудачког квартета 1998. године. " 
Рукејзерину песму "Гундајево дете" углазбио је експериментални рок састав Слипитајме Горила Мјузиум .

## Лични живот
Рукејзер се удала за сликара Глина Коалинс 1945. године. Брак је трајао само шест недеља; Рукејзер је поништила брак 12 недеља касније.
Дана 25. септембра 1947. Рукејзер је родила сина Вилијама Лорија Рукејзер-а (у почетку названог Лари) као самохрана мајка; никада није јавно открила оца свог сина.
Била је бисексуална.

## Дела
- „Све до куће (1957) | Када се црначка породица пресели поред врата“. [4][5]

Рукејзерине оригиналне збирке поезије
- Теорија лета . Предговор Стивена Винсента Бенета. New Haven: Иале Уни. Пресс, 1935. Добитник награде Јејл  за младе песнике 1935.
- Медитеран. Комитет писаца и уметника, Лекарски биро за помоћ шпанској демократији, 1938.
- УС 1: Песме . Цовици, Фриеде, 1938.
- Ветар који окреће: пјесме . Викинг, 1939.
- Душа и тело Џона Брауна. Приватно штампано, 1940.
- Пробуђено острво. Дабледеј, 1942.
- Беаст ин Виев . Дабледеј, 1944.
- Зелени талас: песме . Гарден Сити, НИ: Дабледеј, 1948. Укључује преводе песама и рарија Октавиа Паза.
- Орфеј. Центаур Прес, 1949. Са цртежом „Орфеј“ Пикаса .
- Елегије . Нова упутства, 1949.
- Изабране песме . Нова упутства, 1951.
- Пробуђено тело: Песме . НИ: Харпер, 1958. Укључује преведене песме Октавиа Паза .
- Ватрена лопоча: песме 1935-1962 . НИ: Мацмиллан, 1962.
- Спољне обале . Санта Барбара ЦА: Једнорог, 1967. 2. рев. изд. 1980.
- Брзина таме: песме . НИ: Рандом Хаус, 1968.
- 29 песме . Рап & Вајтинг, 1972.
- Отварање: Нове песме . Случајна кућа, 1973.
- Капије: песме . НИ: МцГрав-Хилл, 1976.

Белетристика

- Дивља обала : Роман. Феминист Прес, 2013.[12]

Представе
- Средина ваздуха.  у Ајова Ситију, ИА, 1945.
- Боје дана: Прослава стогодишњице Вассар-а.  у Поугхкеепсие, НИ, на Васар Колеџу, 10. јуна 1961.
- Худини.  у Леноку, МА, у Ленок Артс Центер-у, 3. јула 1973.[13] Објављено као Худини: Мјузикл Парис Прес, 2002.[14]

Књиге за децу
- Врати се, Паул. Харпер, 1955.[15]
- Ја излазим. Харпер, 1961. Илустровао Леонард Кесслер.[16]
- Мехурићи. Харкарт, Браце & Ворлд, 1967.[17]
- Мазес. Симон и Шустер, 1970. Фотографија Милтона Чарлса.[18]
- Више ноћи. Харпер & Ров, 1981. Илустровао Симеон Шимин Архивирано на веб-сајту  (15. април 2021) .[19]

Мемоари
- Оргија: Ирско путовање страсти и трансформације . Лондон: Андре Дојч, 1965; НИ: Пакит Букс, 1966; Ешфилд, МА: Парис Пресс, 1997.[20]

Критике
- Живот поезије . НИ: Карент Букс, 1949; Моров, 1974; Парис Прес, 1996.[21]

Биографије
- Вилард Гибс: Амерички геније, 1942. Прештампано у издању Ок Бов Прес, Вудбриџ ЦТ. Биографија Џосаја Виларда Гибса, физичара.[16]
- Један живот . НИ: Симон и Шустер, 1957. Биографија Вендел Вилкие .
- Трагови Тома Хариота . НИ: Рандом Хоусе, 1971. Биографија Томаса Хариота .

Преводи
- Изабране песме Октавија Паза. Индиана Универзити Прес, 1963. Рев. ед. објављено као Ране песме 1935-1955, Њу Дајрекшенс, 1973.
- Сунчани камен. Октавио Паз . Нова упутства, 1963.
- Изабране песме Гунара Екелофа. Са Леифом Сјобергом. Тваине, 1967.
- Три песме. Гунар Екелоф. Т. Виллиамс, 1967.
- Бркови ујака Едија. Бертолт Брехт . 1974.
- Елегија у молу: метаморфозе. Гунар Екелоф. Са Леифом Сјобергом. 2 свеске. Јуникорн Прес, 1984.

Сабрана издања
- Сабране песме Мјуриел Рукејзер. МекГрав, 1978.
- Из тишине: Изабране песме. Уредила Кејт Денијелс. Трикварталне књиге, 1992.
- Читалац Мјуриел Рукејзер . Нортон, 1994.
- Сабране песме Мјуриел Рукејзер . Јуниверсити оф Питсбург Прес, 2005.